# Тринец
Тринец (чеш. Třinec, пољ. Trzyniec) град је у Чешкој Републици, у оквиру историјске покрајине Шлеске. Тринец је град који припада управној јединици Моравско-Шлески крај, у оквиру којег се налази у округу Фридек-Мистек.

## Географија
Тринец се налази у крајње североисточном делу Чешке републике, близу државне тромеђе са Пољском и Словачком. Град је удаљен 400 km источно од главног града Прага, а од првог већег града, Остраве, 55 km југоисточно.
Тринец се налази у чешком делу Тјешинске Шлеске, која источним делом припада Пољској. Град лежи на реци Олжи, а јужно од њега издиже се планински масив Бескида. Надморска висина града је око 300 м.

## Историја
Подручје Тринеца било је насељено још у доба праисторије. Насеље под данашњим називом први пут се у писаним документима спомиње у 1444. године. Међутим развој већег насеља започет је тек у 19. веку са развојем екплоатације и прераде гвожђа. Тако је Тринец тек 1931. године добио градска права.
Године 1919. Тринец је постао део новоосноване Чехословачке. Међутим, већина месног становништва су били Пољаци, који се нису лако мирили са одвојеношћу од матице. Стога је 1938. године. Тринец, заједно са остатком Заолжја, оцепљен од Чехословачке и припојено Пољској, истовремено са издвајањем Судетских области. После Другог светског рата град је поново враћен Чехословачкој. У време комунизма град је нагло индустријализован. После осамостаљења Чешке дошло је до опадања активности тешке индустрије и до проблема са преструктурирањем привреде.

## Становништво
Тринец данас има око 38.000 становника и последњих година број становника у граду стагнира. Поред Чеха у граду живе и Пољаци (17,7%), као и Словаци и Роми. Пољаци чине традиционално становништво у области.

## Галерија
- Градски блокови
- Протестанска црква
- Градска библиотека